# Affo Love
Affo Love de son vrai nom Affodohouto Kowémaho Yvette, née le 18 mai 1979 à Porto-Novo au Bénin et morte le 1er février 2009 à Cotonou est une chanteuse béninoise. Elle faisait du Coupé-Décalé en Côte d'Ivoire. 

## Biographie
Danseuse depuis l'âge de 9 ans et ayant dansé avec plusieurs artistes burkinabé, béninois, notamment Sami Rama Tapsoba, Zenab, Ba Flora, Guy Guy Fall, Cheela et Yondo Sister. Elle a été emmenée au chant grâce à Yondo Sister et M'Bilia Bell qui l'ont beaucoup marquée. Affo Love a à son compte deux albums le Chokanawa et Yèyè dingbo. Entre 2000 et 2002, elle participe avec Pélagie la vibreuse à plusieurs tournées africaines dans le cadre de prestations avec le groupe Les reines de la danse. 
Affo Love est née le 18 mai 1979 à Aglogbé-Adjarra au Bénin et morte le 1er février 2009.